# Persistent uniform resource locator
Persistent uniform resource locator (PURL) is een uniform resource locator (URL) die wordt gebruikt om naar de plaats van de webbron te leiden. PURL's treden op als een permanente identificatie in de dynamische wereld van webinfrastructuur.
Het PURL-concept is door het Online Computer Library Center ontwikkeld. Het concept maakt gegeneraliseerde URL-afhandeling van HTTP-URI's op het world wide web mogelijk.
Een PURL-resolver is een dienst die beschikbaar is via standaard HTTP 1.0-protocollen, die de aanmaak, handhaving en de resolutie van PURL-adressen vergemakkelijkt.
Het werkt als volgt:
- In plaats van rechtstreeks naar de locatie van een internetbron te gaan verwijst een PURL-adres op een tussenliggende resolutiedienst ('PURL-resolver').
- Deze resolutiedienst koppelt het PURL-adres aan de werkelijke URL en geven die URL terug aan de client. De client kan de communicatie dan op de normale manier voltooien.

Het PURL-adres verandert nooit, is blijvend, maar het onderliggende URL-adres kan wel wijzigen.
In webtaal is dit op hetzelfde principe gebaseerd als een standaard 'HTTP-redirect' (doorverwijzing).
```
    _______         PURL       -----------

   |        |  ------------>> |           | Resolver koppelt PURL met een

   |        |                 |   PURL-   | unieke URL; met beheersgereedschap is

   |   C    |       URL       |  SERVER   | het aanmaken van PURL's en het

   |   L    |  <<------------ |           | aanpassen van gekoppelde URL's mogelijk.

   |   I    |                  ----------- 

   |   E    |       URL        ----------- 

   |   N    |  ------------>> |           |

   |   T    |                 | RESOURCE- |

   |        |    Resource     |  SERVER   |

   |        | <<------------  |           |

    --------                   ----------- 
```